# Soul of a New Machine
Soul of a New Machine es el disco debut (sin incluir Concrete, grabado en 1991 y lanzado en 2002) del grupo Fear Factory, lanzado en 1992.

## Información de álbum
El guitarrista Dino Cazares ha declarado que este disco es un álbum conceptual, en relación con la creación del hombre de una máquina que podía ser tanto tecnológico o gubernamental.
El sonido del álbum es diferente de los álbumes posteriores fuertemente influenciados por Napalm Death y Godflesh, por tanto, este álbum contó con más death metal y grindcore. Muchos consideran este álbum innovador, porque es el primer álbum en mezclar death growls con voces limpias.
El concepto principal es el hombre contra la máquina, este álbum contó con diferentes temas. "Martyr" es acerca de cómo Burton C. Bell estaba aburrido con su estilo de vida; "Leechmaster" y "Manipulation" son acerca de problemas de relación; "Scapegoat" se basa en cómo Cazares fue una vez injustamente acusado por la ley; "Crisis" es una canción contra la guerra; "Crash Test" la experimentación con animales y "Suffer Age" se basa en el asesino en serie John Wayne Gacy. Las otras canciones contienen diferentes temas. Las muestras de las películas Full Metal Jacket, Blade Runner, y Apocalypse Now se escucharon esporádicamente en todo el álbum.
Luego, el bajista Andrew Shives sólo participó en vivo con el grupo; las pistas de bajo en el álbum fueron realizadas por Dino Cazares. En 1993 Fear Factory lanzó "7 solo bajo su nombre español, Factorio De Miedo, llamado "Sangre De Niños". Es el único material que nunca fue grabado en un estudio con Andrew Shives en el bajo. Se vio obligado a abandonar la banda debido a algunas disputas internas y fue reemplazado por Christian Olde Wolbers en diciembre de 1993.
El luchador profesional Jerry Lynn utilizó la canción "Scapegoat" como su tema musical durante su tiempo en la Extreme Championship Wrestling. "Big God/Raped Souls" se utilizó en The Crow: City of Angels.

## Canciones
| N.º | Título                   | Duración |  |
| 1.  | «Martyr»                 | 4:07     |  |
| 2.  | «Leechmaster»            | 3:55     |  |
| 3.  | «Scapegoat»              | 4:34     |  |
| 4.  | «Crisis»                 | 3:46     |  |
| 5.  | «Crash Test»             | 3:47     |  |
| 6.  | «Flesh Hold»             | 2:32     |  |
| 7.  | «Lifeblind»              | 3:52     |  |
| 8.  | «Scumgrief»              | 4:08     |  |
| 9.  | «Natividad»              | 1:05     |  |
| 10. | «Big God/Raped Souls»    | 2:39     |  |
| 11. | «Arise Above Oppression» | 1:52     |  |
| 12. | «Self Immolation»        | 2:47     |  |
| 13. | «Suffer Age»             | 3:41     |  |
| 14. | «W.O.E.»                 | 2:34     |  |
| 15. | «Desecrate»              | 2:36     |  |
| 16. | «Escape Confusion»       | 3:59     |  |
| 17. | «Manipulation»           | 3:30     |  |

## Créditos
- Burton C. Bell - Vocalista
- Dino Cazares - Guitarra, bajo y mezclas
- Raymond Herrera - Batería
- Colin Richardson - Producción y mezclas

- Datos: Q1584181